# Andrew Conway
Andrew Joseph Conway (Dublino, 11 luglio 1991) è un rugbista a 15 irlandese che gioca come tre quarti ala o estremo con il Munster nel Pro14.

## Biografia
Conway cominciò a giocare a livello giovanile nel Blackrock College RFC e successivamente si mise in evidenza nell'Irlanda Under-20 che vinse il Sei Nazioni 2010. Lo stesso anno approdò al Leinster, con cui debuttò nel Pro12. Con il club vinse la Challenge Cup 2012-13 e il Pro12 2012-13 e, dopo tre anni di militanza nel Leinster, a partire dalla stagione successiva si trasferì al Munster.
Collezionò la sua prima presenza internazionale con l'Irlanda durante il Sei Nazioni 2017, affrontando l'Inghilterra all'Aviva Stadium. Fu l'autore di una meta nel test match vinto 26-21 contro l'Australia a Melbourne, contribuendo a una vittoria sul campo dei Wallabies che mancava dal 1979. Il C.T. Joe Schmidt lo convocò pure per disputare la Coppa del Mondo di rugby 2019 in Giappone.

## Palmarès
- Pro12: 1
Leinster: 2012-13
- Challenge Cup: 1
Leinster: 2012-13